# リトルフンボルト川
リトルフンボルト川（リトルフンボルトがわ、英: Little Humboldt River）は、アメリカ合衆国ネバダ州の北部を流れる河川である。フンボルト川の支流で全長は約97kmあり、グレートベイスンと呼ばれる盆地内のオウィヒー砂漠の端の荒野を途切れ途切れに流れる。

## 流路
ネバダ州北部で二つの流れから始まる。ノースフォークは、サンタロサ山脈北東端のフンボルト郡北東部に端を発し、オウィヒー砂漠の南東部に沿って東南東に流れている。サウスフォークは、ジェイククリーク山の北の、エルコ郡の西の端に端を発して、西北西に流れている。二つの流れは、ウィネマッカの北西113kmのフンボルト郡東部で合流する。そこから南西向きにサンタロサ山脈の東側に沿って流れ、ウィネマッカの北東およそ8kmの場所でフンボルト川の右岸に合流する。